# الرحامنة (دمياط)
الرحامنة هي إحدى قرى مركز فارسكور التابع لمحافظة دمياط بجمهورية مصر العربية.